# Santiago Malgosa
Santiago Malgosa Morera (nacido el 25 de julio de 1956 en Tarrasa, Cataluña) es un exjugador de hockey sobre hierba español. Su logro más importante fue una medalla de plata en los juegos olímpicos de Moscú 1980 con la selección de España. Es hermano del también profesional en hockey sobre hierba Quim Malgosa. 

## Participaciones en Juegos Olímpicos
- Moscú 1980, plata.
- Los Ángeles 1984, 8.